# (530231) 2011 BV163
(530231) 2011 BV163 est un objet transneptunien faisant partie des cubewanos.

## Caractéristiques
2011 BV163 mesure probablement environ 150 km de diamètre.

## Découverte
2011 BV163 a été découvert le 9 janvier 2010.